# Palacephala
Palacephala är ett släkte av skalbaggar. Palacephala ingår i familjen Melolonthidae.
Kladogram enligt Catalogue of Life:
| Palacephala | \| \| Palacephala erichsoni \| \| \| \| \| \| Palacephala laeviplagiata \| \| \| \| |
|             | \| \| Palacephala erichsoni \| \| \| \| \| \| Palacephala laeviplagiata \| \| \| \| |
|             | Palacephala erichsoni                                                               |
|             |                                                                                     |
|             | Palacephala laeviplagiata                                                           |
|             |                                                                                     |